# Skjervøy
Skjervøy è un comune norvegese della contea di Troms.